# Goretta Traverso
Goretta Traverso (Arcole, 21 novembre ...) è una scrittrice e alpinista italiana.

## Biografia
Cresciuta nella bassa veronese, nel 1973 conosce Renato Casarotto, tra i più forti alpinisti italiani dell'epoca. Dopo il matrimonio, avvenuto nel 1975, dal 1976 lo accompagna in varie spedizioni in Sudamerica (Perù e Patagonia), Karakorum, Himalaya, Alaska e Nordamerica (Canada e Montagne Rocciose).
Nel 1985 è stata la prima donna italiana a scalare la vetta di un ottomila, il Gasherbrum II in Pakistan, conquistata con Casarotto. Nel 1986, durante il ritorno da un tentativo di scalata del K2 attraverso una via lungo lo sperone SSO tentata da una spedizione francese nel 1979 (più volte confusa con la cosiddetta Magic line), il marito cade e muore in un crepaccio. Parte dei contatti radio con la moglie vengono ripresi e inclusi nel documentario K2 - Sogno e destino, girato da Kurt Diemberger e Julie Tullis.
Si è dedicata inoltre alla scrittura, prima collaborando alla stesura di Oltre i venti del nord scritto dal marito per la Enrico dall'Oglio Editore, quindi collaborando con alcune riviste. Nel 1996 ha pubblicato per DeAgostini Goretta e Renato Casarotto: una vita tra le montagne, con presentazione di Walter Bonatti, terzo posto al Premio Bancarella Sport nel 1997. Successivamente ha pubblicato I monti di ghiaccio (2001) con presentazione di Fosco Maraini, La via della montagna - un cammino possibile (2008), opera ‘segnalata’ al Premio ITAS del Libro della Montagna 2009, Le Vette degli Immortali (2017) e Diecimila scalini per il cielo (2024).
Ha inoltre tenuto seminari e conferenze sulla vita del marito e i temi dell'alpinismo e della montagna.

## Pubblicazioni
- Goretta Traverso, Goretta e Renato Casarotto: una vita tra le montagne, DeAgostini, 1996, ISBN 88-415-3503-2
- Goretta Traverso, I monti di ghiaccio, GET, 2001, ISBN 88-900589-1-9
- Goretta Traverso, La via della montagna - un cammino possibile, Priuli & Verlucca, 2008, ISBN 978-88-8068-408-4
- Goretta Traverso, Goretta e Renato Casarotto: una vita tra le montagne, Alpine Studio, 2013, ISBN 978-88-96822-61-6 (ristampa ampliata del libro pubblicato nel 1996)
- Goretta Traverso, Le Vette degli Immortali, Alpine Studio, 2017, ISBN 978-88-99340-47-6
- Goretta Traverso, Goretta e Renato Casarotto: una vita tra le montagne, Priuli & Verlucca, 2024, ISBN 979-12-5486-053-7
- Goretta Traverso, Diecimila scalini per il cielo, CIERRE edizioni, 2024, ISBN 978-88-5520-278-7

## Filmografia
- Goretta Traverso, La via della montagna. Un cammino possibile, 2011

## Premi
- Premio Luigi Leoni 2009, CAI[5]